# Veneranda Fabbrica del Duomo di Milano

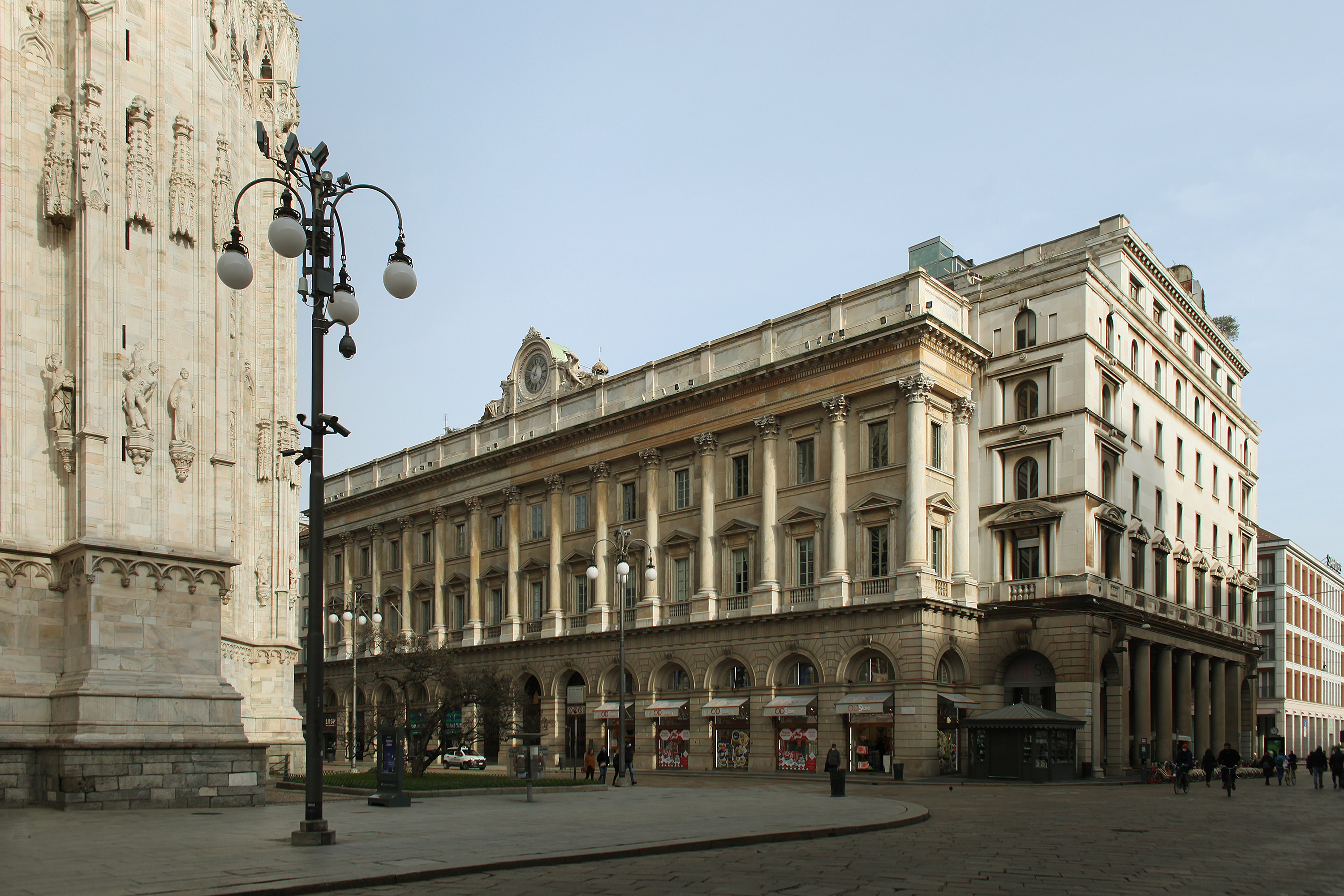
Il palazzo della Veneranda Fabbrica del Duomo di Milano

La Veneranda Fabbrica del Duomo di Milano è la fabbriceria della cattedrale di Milano. Dal 1387, anno della sua fondazione, si è occupata della sua costruzione, del reperimento dei fondi e dell'amministrazione. Si adopera nella conservazione e nel restauro della cattedrale, nell'attività di custodia, di servizio all'attività liturgica, nella valorizzazione e promozione del monumento, provvedendo al reperimento delle risorse necessarie al suo mantenimento.
Il governo è affidato a un consiglio di amministrazione formato da sette membri, in carica per un triennio, due dei quali sono nominati dall'Ordinario diocesano, e cinque dal Ministero dell'interno, sentito l'Arcivescovo. Dal 18 luglio 2017 ne è presidente Fedele Confalonieri, che in data 10 ottobre 2023 è stato riconfermato nel suo ruolo per un terzo triennio.
L'attività si articola in numerosi settori quali l'escavazione del marmo, la gestione dei cantieri, la gestione, il coordinamento e la comunicazione degli asset culturali (il Grande Museo del Duomo, l'Archivio-biblioteca e la Cappella musicale).

## Storia

Il complesso episcopale di Milano sovrapposto alla moderna piazza del Duomo. Il complesso episcopale, che fu demolito per poter permettere la costruzione del Duomo di Milano, era costituito dalla basilica di Santa Tecla, la cattedrale di Santa Maria Maggiore (nomi originari paleocristiani basilica vetus o basilica minor) e il battistero di Santo Stefano alle Fonti

Fu istituita da Gian Galeazzo Visconti, allora signore della città, per provvedere alla costruzione della nuova cattedrale, la cui fondazione, fu appoggiata e promossa dall'Arcivescovo Antonio da Saluzzo. Il Duomo sorge laddove un tempo era situata la cattedrale di Santa Maria Maggiore ed è dedicato a Maria Nascente.

### Da cantiere di costruzione a cantiere di restauro
Ancor prima che il Duomo fosse completato (1965), la Veneranda Fabbrica affiancò alle operazioni di costruzione, l'attività di restauro. La conservazione del marmo, il cui mantenimento è compromesso dall'erosione dovuta agli agenti atmosferici e dall'inquinamento, necessita una costante attività di monitoraggio e manutenzione.
La prima occasione in cui la Veneranda Fabbrica del Duomo applicò il moderno concetto di restauro fu nel 1840. Ambrogio Nava, consigliere della Fabbrica, propose ed ottenne che la Gran guglia settecentesca fosse consolidata, scongiurandone così la demolizione proposta in alternativa.
Da allora l'attività di restauro è continua, perseguendo l'obiettivo di rispettare le strutture originali. Il restauro interessa ogni parte del Duomo strutturale e decorativa, sia all'interno che all'esterno della cattedrale. La cultura che sottintende il restauro conservativo del Duomo è quella della prevenzione, e non dell'emergenza: l'intervento, infatti, viene sempre preceduto dal rilievo dello stato conservativo e dall'individuazione delle cause del degrado. Si procede quindi con la pulitura, il consolidamento e, laddove indispensabile, con la sostituzione delle parti degradate.

### I grandi restauri
Nella seconda metà del XX secolo la Fabbrica intraprende il restauro completo, strutturale e conservativo, di alcune complesse parti del Duomo. Gli anni sessanta e settanta, con la direzione dei lavori affidata all'Ing. Carlo Ferrari da Passano, vedono l'istituzione impegnata sulla facciata e con il secondo restauro eseguito sulla guglia maggiore.
All'interno della cattedrale, il complesso restauro statico dei piloni del tiburio valse alla Fabbrica alcuni riconoscimenti internazionali, cui si aggiunse la risistemazione degli organi e delle cantorie.
Sotto la supervisione dell'Arch. Ernesto Brivio furono restaurati, censiti e risistemati gli antelli delle vetrate del Duomo.
Negli anni ottanta, fu effettuato il consolidamento e il restauro delle volte interne, mentre il decennio successivo vide il restauro dell'abside affidato all'Architetto della Fabbrica, Ing. Benigno Mörlin Visconti Castiglione, che negli anni successivi si occupò di un secondo intervento sulla facciata e del terzo restauro della Guglia maggiore che ha interessato anche la statua della Madonnina.
In questi ultimi anni, la Fabbrica ha attuato un piano di manutenzione programmata e di studio dei fenomeni di degrado, per meglio attendere ai prossimi interventi. Dal 2013 sono state intensificate le operazioni di pulitura e restauro dell'interno del Duomo.

## I grandi cantieri

### Le cave di Candoglia
Si occupa dell'escavazione del marmo, un tempo il principale materiale per la costruzione del Duomo, oggi strumento prezioso per il suo restauro. La cattedrale di Milano fu costruita infatti utilizzando il caratteristico marmo di Candoglia, dalla delicata cromia bianco rosata, estratto dalle omonime cave, situate a monte della frazione di Candoglia, sulla sinistra del fiume Toce, all'imboccatura della Val d'Ossola.
In seguito alle disposizioni di Gian Galeazzo Visconti per la costruzione della cattedrale si sostituì il cotto, materiale usuale per l'edilizia a Milano, con il marmo. A questo scopo, il 24 ottobre 1387, concesse il diritto di escavazione alla Fabbrica del Duomo e il diritto al trasporto gratuito del marmo fino a Milano. Il materiale giungeva in città percorrendo le vie d'acqua, prima sul fiume Toce fino al Lago Maggiore, il Ticino, il Naviglio Grande per giungere infine all'interno della città fino alla Darsena. Attraverso un sistema di chiuse e di canali minori, i barconi arrivavano al Laghetto di S. Stefano, oggi ricordato dalla moderna toponomastica dalla Via Laghetto, a poche centinaia di metri dal cantiere della cattedrale. I barcaioli, per non pagare il dazio, esponevano l'acronimo A.U.F, abbreviazione per "ad usum fabricae", che in latino significa ad uso della Fabbrica.
Oggi, diversamente da quando avveniva in passato, quando il marmo era lavorato con strumenti di ferro, picconi e palanchini, gli operai hanno a disposizione tecnologie avanzate che permettono una più rapida ed efficace estrazione del marmo.

### Il Cantiere marmisti
Le attività di sbozzatura e scultura dei blocchi si svolgeva un tempo vicino alla cattedrale per trasformare i conci squadrati negli elementi architettonici, di ornato e nelle statue che caratterizzano l'aspetto del Duomo di Milano.
Ai piedi del Duomo, nella parte absidale chiamata Cassina, vi erano le botteghe delle diverse maestranze che lavoravano alla costruzione della cattedrale. Il cantiere, con l'andare del tempo, si ampliò fino al Laghetto di S. Stefano. Nel XIX secolo anche la contrada di S. Radegonda, sul fianco nord del Duomo, fu interessata dal cantiere della cattedrale.
Nel 1886 i laboratori furono spostati in Via S. Gerolamo (oggi Via Carducci), sulla cerchia dei Navigli, per sfruttare la via d'acqua che consentivano un facile trasporto dei materiali. In seguito alla copertura dei Navigli, il cantiere fu trasferito prima in Viale Gorizia, sulla Darsena, abbandonato poi il trasporto fluviale in favore di quello su strada, il cantiere trovò la sua attuale sede a nord di Milano.
È all'interno del cantiere marmisti che oggi viene lavorato il marmo che servirà per sostituire le parti ammalorate del Duomo. Questa sede è attrezzata con quanto di più aggiornato la tecnica offra e vi lavora manodopera altamente specializzata tra cui fresatori, refilatori, quadratori, ornatisti, oltre che apprendisti e manovali.

### Il Cantiere del Duomo
Presso la cattedrale ha ancora sede un secondo cantiere, la cui attività completa il processo di manutenzione e restauro del Duomo. Il personale addetto a questo cantiere, opera direttamente sul monumento, restaura le strutture lapidee, monitora, rimuove e posa in opera le parti da sostituire e quelle rifatte, mantiene efficienti gli impianti. La manutenzione ordinaria di vetrate, arredi, dipinti e apparati per le celebrazioni del Duomo, sono in carico a questo cantiere che vede i suoi operai lavorare spesso sugli alti ponteggi e con materiali delicati anche in sinergia con professionisti per la migliore tutela del monumento.

## Il Museo del Duomo di Milano

Una sala del Museo: la rinascenza lombarda e il fascino dell'antico.
Dall'età sforzesca alla metà del Cinquecento

Il Museo del Duomo raccoglie l'ampio patrimonio storico artistico della cattedrale, strumento di conoscenza e di documentazione del Duomo. Nel 1953 la Veneranda Fabbrica inaugurò il Museo dedicato alla cattedrale allo scopo di conservare e valorizzare le opere d'arte rimosse dal monumento per motivi di conservazione e gli strumenti che furono utilizzati per la progettazione e completamento del Duomo. Fu dichiarato museo di interesse nazionale nel 1960 e ampliato con l'aggiunta di dieci sale, aperte al pubblico nel 1973. Il Museo è stato completamente rinnovato e riaperto il 4 novembre 2013, dopo un lungo intervento di riallestimento fortemente voluto dalla Veneranda Fabbrica. Il Museo occupa il piano terra di Palazzo Reale un'area di 2000 m², articolati in 26 sale, al cui interno, disposte in un percorso cronologico, si osservano in modo ravvicinato le monumentali sculture in marmo, protagoniste della raccolta, i dipinti, i grandi modelli architettonici, i moltissimi bozzetti in terracotta e gesso, oltre a dipinti, antelli di vetrate, arazzi, e oreficerie. Il percorso, preceduto dalle due sale dedicate al Tesoro del Duomo, è studiato per raccontare al visitatore la storia della costruzione della cattedrale, dall'epoca viscontea fino al XX secolo.

### Il percorso museale
- L'anima e lo splendore. Il Tesoro del Duomo
- Nasce il Gran Cantiere. Le origini e la prima guglia
- La fabbrica laboratorio d'Europa. L'epoca viscontea
- La rinascenza lombarda e il fascino dell'antico. Dall'età sforzesca alla metà del Cinquecento
- La cattedrale di luce. L'arte della vetrata in Duomo
- Capolavoro ritrovato. Tintoretto
- Fede e arte il Duomo dei Borromeo
- Antichi orditi. Gli arazzi Gonzaga
- La galleria di Camposanto
- Invenzione e scuola. La scultura del Settecento
- La leggerezza del marmo. Sfide ed equilibri
- La Storia e il sentimento. Le stagioni della scultura ottocentesca
- Invenzione, progetti e materia. I modelli lignei del Duomo
- Dalla città al cielo. Le porte bronzee

## L'Archivio e la Biblioteca
Presso l'Archivio della Veneranda Fabbrica sono raccolti i documenti relativi alla costruzione della cattedrale e le carte riguardanti enti e persone entrate in contatto con la Veneranda Fabbrica nel corso dei sei secoli di attività.
L'Archivio ordina e custodisce scritture e documenti prodotti e acquisiti dalla Fabbrica, fondata il 16 ottobre 1387, per finalità gestionali, amministrative e contabili.
L'Archivio della Veneranda Fabbrica è stato dichiarato di interesse storico di particolare importanza nel maggio del 2012 (ai sensi del Codice dei Beni Culturali e del Paesaggio, D.l. 42/04).
Dal 2013 l'Archivio è dotato di una nuova sala consultazione e locali di deposito del materiale documentario, adeguate alle nuove esigenze di studio e conservazione.
Attualmente l'Archivio è articolato in diverse sezioni:
- l'Archivio storico: sono conservati i documenti dal XII ad oggi. È composto dal 2700 registri, le scritture contabili (oblazioni alla Fabbrica, registri di entrate e uscite, mandati di pagamento), ordinazioni capitolari, oltre a privilegi e lettere;
- l'archivio corrente conta più di 1700 cartelle. Si tratta di una sezione aperta e quindi costantemente implementata;
- la sezione musicale raccoglie le partiture manoscritte e non, composte dai maestri di cappella del Duomo;
- l'archivio disegni conserva 1300 carte, tra i quali i progetti per la facciata del Duomo, bozzetti e rilievi;
- la fototeca è costituita da sei grandi fondi che documentano i restauri, le opere del Duomo e le cerimonie.

La Biblioteca conta più di 9500 volumi tra cui monografie e periodici sulla storia della città, del Duomo, opere di carattere scientifico di storia dell'architettura, di storia dell'arte e di restauro.
Il 30 maggio 2016 il Ministro dei Beni, delle Attività Culturali e del Turismo Dario Franceschini ha inaugurato il restauro dell'Archivio, triplicato nei suoi spazi espositivi a seguito di un importante intervento.

## La Cappella Musicale
La Cappella Musicale del Duomo nasce con la nomina da parte della Veneranda Fabbrica di Matteo da Perugia come "biscantor" e maestro di canto nel 1402. Figura necessaria per l'introduzione in cattedrale della polifonia, affidata a quattro o cinque musici professionisti, mentre il coro, o schola, eseguiva le parti a canto fermo a una voce. Matteo fu quindi assunto per onorare i divini offici e per insegnare musica a tre fanciulli scelti dai fabbricieri.
La Cappella Musicale del Duomo è una delle scuole più antiche e presso la sezione musicale dell'archivio, sono conservate le partiture musicali raccolte e composte nel corso di più di sei secoli, e costantemente arricchito, dai maestri di cappella.
La Cappella Musicale seleziona ancora oggi fanciulli, soprani o contralti, per la Schola puerorum, che accompagna le funzioni, oltre che partecipare a manifestazioni di carattere internazionale.
Alla direzione della Cappella Musicale vi è Alberto Sala, nominato Maestro di Cappella nel 2025.

## Terminologia
I manovali della Veneranda Fabbrica venivano chiamati magutt, termine lombardo ancora oggi molto utilizzato, spesso in senso dispregiativo, per indicare gli operai con il grado gerarchico più basso di una qualsiasi impresa edile. Alcune pubblicazioni sostengono che derivi dall'abbreviazione utilizzata nei libri mastri della Veneranda Fabbrica per registrare la provenienza e specialità delle maestranze. Gli elenchi contenevano i nominativi dei "magister" ordinati per tipo di specializzazione (ad esempio "magister carpentarius"), e i nominativi successivi al primo erano seguiti dalla nota "mag.ut", abbreviazione di "magister ut supra", ovvero "maestro come sopra". Tale abbreviativo, che si legge proprio "magut", sarebbe stato in seguito inteso come una sorta di indicativo per gli assistenti, coniando il termine magutt come sinonimo dialettale di manovale, di assistente del muratore.